# Peter Kotthaus
Peter Kotthaus (* 3. September 1964 in Düsseldorf) ist ein deutscher Schauspieler in Theater, Film und Fernsehen.
Peter Kotthaus stand bereits auf einigen Theaterbühnen. Danach spielte er in einigen Filmen und Fernsehserien mit. Bekannt wurde er vor allem durch seine Rolle als Nils Petersen in der ARD-Soap Verbotene Liebe, die er ein Jahr lang verkörperte. Schon im Jahr 1995 hatte er eine Rolle in der Fernsehserie Verbotene Liebe dargestellt, nämlich den Charakter des schwulen Werbefachmanns Sebastian Adler.

## Filmografie (Auswahl)
- 1990: Sterne des Südens
- 1994: Stunde der Entscheidung
- 1995: Verbotene Liebe
- 1996: SOKO 5113
- 1998–1999: Verbotene Liebe
- 1999: You’re Dead
- 2000: Lava
- 2000: Die Wache
- 2001: Unter uns
- 2002: Die Dreisten Drei
- 2017: Christmas Wishes
- 2017: Der Tod und das Mädchen – Van Leeuwens dritter Fall
- 2018: Meer bei Nacht
- 2019: Deathcember
- 2020: Schweigemahl (Kurzfilm)